# Kirgisistan
Kirgisistan (kirgisisk: Кыргызстан, Kyrgyzstan), også Kirgisien eller fejlagtigt "Kirgistan", officielt den Kirgisiske Republik, er et bjergrigt land i Centralasien mellem Kina, Kasakhstan, Tadsjikistan og Usbekistan. Hovedstaden er Bisjkek. Landet var en sovjetrepublik indtil Sovjetunionens sammenbrud i 1991. Landets unge demokrati var stabilt under den tidligere præsident Askar Akajev i 1990’erne, men har senere bevæget sig mod autokrati og autoritært styre. Efter revolutionen i Kirgisistan i 2005 trak præsident Akajev sig ud, og den politiske situation i landet er for tiden usikker.

## Navn

### Etymologi
Landet har navn efter folkeslaget kyrgyz, kirgisere, som er et tyrkisk ord kirk for tallet 40 med flertalsendelsen -lz. Det henviser til legenden om nationalhelten Manas, som forenede fyrretyve stammer mod khitanerne. Man inddeler traditionelt kirgiserne i 40 stammer, der også symboliseres ved de 40 stråler fra solen i landets flag.
Andet led i navnet er -stan, som forekommer i mange geografiske navne i Centralasien. Det er et iransk (persisk) ord for sted, som kommer af den indoeuropæiske rod *stā- (stå) og er beslægtet med bl.a. russisk stan (boplads), latin status, stare (stå) og ord som stå, sted, stad, stand i de germanske sprog.
Bindevokalen i forekommer også i navne som Afghanistan, Pakistan, Tadjikistan, Usbekistan og Turkmenistan, men ikke i Kazakhstan.

### Kirgisistan, Kirgisien og "Kirgistan"
På dansk forekommer også navnet "Kirgistan", som bl.a. bruges af Ritzau, ofte sammenblandet med Kirgisistan eller Kirgisien. Kirgistan svarer ret nøje til hvordan navnet udtales af de indfødte. Nogle mener dog at brugen af Kirgistan på dansk bygger på en misforståelse af ordets to sammensatte dele, kirgis- og -stan. Ordets første led er folkenavnet kirgisere, som ender på s. Nogle tilhængere af "Kirgistan" udtaler ordet med tryk på sidste stavelse, muligvis inspireret af engelsk, men dette er i strid med de andre danske navne på -stan, der ikke har tryk på -stan.
Udenrigsministeriet, DR og de fleste dagblade bruger Retskrivningsordbogens officielle navneform, Kirgisistan. Denne form er en oversættelse af det kirgisiske navn Kyrgyzstan, som er den gængse betegnelse, mens det officielle navn er den Kirgisiske Republik. Landet bruger selv alle betegnelserne Kirgisien, Kirgisische Republik og Kirgisistan på sin hjemmeside for ambassaden i Tyskland, som også dækker Skandinavien.
Kirgisistan og "Kirgistan" forekommer først på dansk fra midten af 1990'erne. Det traditionelle navn Kirgisien, som bygger på det russiske navn Kirgizija, forekommer også stadig på dansk. Efter Sovjetunionens opløsning var der i de nye, selvstændige centralasiatiske stater bestræbelser for at gøre navne og begreber mindre russiske og mere nationale, dvs. for de fleste af landenes vedkommende mere tyrkiske, da man i fire af de fem centralasiatisk republikker taler tyrkiske sprog. Derfor mener nogle at navnet Kirgisien er et "russisk" navn, som kun må bruges om regionen i det russiske kejserrige og Sovjetunionen, men ikke om den nuværende stat. Det officielle sovjetiske navn var imidlertid ikke Kirgisien, men Kirgisiske SSR (socialistiske sovjetrepublik).
I sprogbasen KorpusDK forekommer i den nyeste version (2007) navnet Kirgisistan 23 gange, Kirgisien 12 gange og Kirgistan 9 gange.
På engelsk foretrækker man typisk det ikke-oversatte Kyrgyzstan eller Kyrgyz Republic.

## Historie
Kirgisisk historie føres af kirgisiske og kinesiske historikere tilbage til 201 f.Kr. De tidligste forfædre til kirgiserne antages at være tyrkfolk i den nordøstlige del af det nuværende Mongoliet. Senere vandrede disse stammer til det sydlige Sibirien og slog sig ned langs Jenisej-floden fra det 6. århundrede til det 8. århundrede. De spredte sig til Tuva og forblev der indtil mongolerne begyndte at røre på sig i det 13. århundrede, da kirgiserne udvandrede mod syd.
I det 12. århundrede blev islam den dominerende religion. De fleste kirgisere er sunnimuslimer af Hanafi-retningen.
I løbet af det 15. og 16. århundrede slog kirgiserne sig ned i det nuværende Kirgisistan. Det sydlige område kom under khanen i Kokand i begyndelsen af det 19. århundrede, men det blev senere annekteret af det russiske imperium i 1876. Der fulgte utallige oprør mod tsarens styre, og mange kirgisere fortrak til i Pamir-bjergene i Afghanistan. I 1916 indførtes værnepligt til den russiske hær, hvilket førte til  oprør i Centralasien, som nådesløst blev slået ned, og mange kirgisere flygtede til Kina.
Sovjetisk styre blev etableret i 1918, og i 1924 blev det Kara-kirgisiske autonome område oprettet inden for den russiske sovjetrepublik. Begrebet kara-kirgisisk (bogstaveligt "sort-kirgisisk") blev brugt indtil midten af 1920'erne for at skelne dem fra kasakherne, som også blev omtalt som kirgisere. I 1926 blev det autonome område til Den autonome kirgisiske socialistiske sovjetrepublik. I 1936 blev Den kirgisiske socialistiske sovjetrepublik fuldgyldigt medlem i Sovjetunionen.
19. august 1991 var der et forsøg på at kuppe præsident Askar Akajev i Kirgisistan. Da kupforsøget mislykkedes, meldte Akajev og vicepræsident German Kusnetsov sig ud af Sovjetunionens kommunistiske parti, og hele partiets politibureau og sekretariatet gik af. Efter en afstemning erklærede Kirgisistan uafhængighed 31. august 1991. Kirgisisk blev gjort til det officielle sprog fra september 1991. I oktober 1991 stillede Akajev op til præsidentposten uden modkandidater og fik 95% af stemmerne.
I december 2001 opnåede russisk også status som officielt sprog.
I forbindelse med krigen i Afghanistan oprettede USA en luftbase på Manas International Airports områder i 2001.
I 2009 erklærede Kirgisistans præsident, Kurmanbek Bakijev, at han ville lukke basen.
Denne meddelelse kom efter løfter fra Rusland om finansiel støtte.

## Politik
Grundloven fra 1993 fastsætter styreformen til en demokratisk republik. Den udøvende magt ligger hos præsidenten og statsministeren. Parlamentet består af to kamre. Den dømmende magt består af højesteret, forfatningsdomstolen, lokale domstole og en statsadvokat.
I marts 2002 protesterede man i Aksy i den sydlige del af landet mod arrestationen af en oppositionspolitiker. Fem demonstranter blev skudt og dræbt af politiet, hvilket udløste protester i hele landet. Præsident Akajev indledte en reformproces med deltagelse af politikere og repræsentanter for civilsamfundet, men processen endte i et grundlovstillæg, som skulle styrke præsidenten og svække parlament og forfatningsdomstol. I februar 2003 blev den nye forfatning godkendt ved en folkeafstemning, der var præget af uredelighed.
Valg til et nyt etkammerparlament med 75 medlemmer blev afholdt 27. februar og 13. marts 2005, men valgsvindel var udbredt. OSCE har vurderet, at valget ikke var frit og retfærdigt, men der var alligevel forbedringer i forhold til valget i 2000. I den sydlige del af landet rejste der sig protester mod valgsvindel, som førte til vidt udbredte krav om, at præsidenten og hans regime skulle trække sig. 24. marts fandt en demonstration sted med 15.000 deltagere med ødelæggelser og plyndring til følge. Præsidentbygningen blev stormet, præsident Akajev flygtede til Kasakhstan, og statsminister Nikolai Tanajev gik af. Samme dag blev valget annulleret, og 25. marts blev Kurmanbek Bakijev udnævnt til fungerende præsident og statsminister.
Akajev fik senere politisk asyl i Rusland. Efter først at have opfattet begivenheden som et statskup, trak han sig endeligt fra embedet 4. april.
Den 10. juli 2005 vandt den fungerende præsident Bakijev præsidentvalget med 89 % af stemmerne, og han blev indsat den 14. august. Men i 2006 begyndte den folkelige opbakning at svinde på grund af fortsatte korruptionsproblemer og mordet på tre medlemmer af parlamentet.

## Provinser
Kirgisistan er delt ind i syv provinser (oblasty) samt to uafhængige byer (shaar), nemlig Osj og hovedstaden Bisjkek.
Hver provins består af et antal distrikter (raion), administreret af regeringens tjenestemænd. Desuden findes landsbyer (aiyl okmotus, bondesamnfund) med folkevalgte borgmestre og råd.
| Nr | Provins     | Hovedby    | Areal i km² | Indbyggere (1999) | Befolkningstæthed |
| -- | ----------- | ---------- | ----------- | ----------------- | ----------------- |
| 1  | Bisjkek     |            | 127         | 762 308           | 6002,4            |
| 2  | Batken      | Batken     | 17 000      | 382 426           | 22,5              |
| 3  | Chui        | Tokmok     | 20 200      | 770 811           | 38,2              |
| 4  | Jalal-Abad  | Jalal-Abad | 33 700      | 869 259           | 25,8              |
| 5  | Naryn       | Naryn      | 45 200      | 249 115           | 5,5               |
| 6  | Osj         | Osj        | 29 200      | 1 175 998         | 40,3              |
| 7  | Talas       | Talas      | 11 400      | 199 872           | 17,5              |
| 8  | Issyk Kul   | Karakol    | 43 100      | 413 149           | 9,6               |
|    | Hele landet |            | 199 900     | 4 822 938         | 24,1              |

## Geografi
Kirgisistan ligger midt i Centralasien uden adgang til havet og grænser op til Kasakhstan, Kina, Tadsjikistan og Usbekistan. Bishkek i nord er landets hovedstad og største by med 900.000 indbyggere (2005). Næststørst er den ældgamle by Osj i Fergana-dalen nær grænsen til Usbekistan. Den vigtigste flod er Naryn, som flyder mod vest gennem Fergana-dalen ind i Usbekistan. En anden stor flod er Kara Darya, som møder Naryn i Usbekistan, hvor de danner Syr Darya, der munder ud i Aralsøen.
Bjergområdet Tian Shan udstrækker sig over det meste af landet, mens resten består af dale og floder. Issyk-Kul i det nordvestlige Tian Shan er landets største sø og verdens næststørste bjergsø (Titicacasøen er større). Det højeste punkt er Pik Pobedy med 7430 meter over havet. Bjergtoppen findes i Kakshaal-Too-bjergkæden, som udgør grænsen mod Kina, og den betragtes som det nordligste bjerg med en højde over 7000 meter.
Klimaet varierer stærkt i de forskellige regioner. Fergana-dalen i sydvest er subtropisk og har sommertemperaturer op mod 40 °C. De nordlige højder er tempererede. Tian Shan har tørt og kontinentalt klima, der i store højder er arktisk . De koldeste områder har omkring 40 dages frost årligt, og selv ørkenområder oplever konstant snefald i denne periode.[!?] Tungt snefald i bjergene om vinteren giver store mængder smeltevand, som ofte skaber problemer længere nede.

### Enklaver og eksklaver
I Fergana-dalen, mellem byerne Margilan og Fergana og omsluttet af usbekisk territorium, ligger den lille kirgisiske landsby Barak med 627 indbyggere.
Der er fire usbekiske enklaver i Kirgisistan: byerne Sokh og Shakhrimardan samt de små områder Chuy-Kara (Kalacha) og Dzhangail.
Der findes to tadsjikiske enklaver i Kirgisistan: byen Vorukh og en lille bosætning nær Kairagach.

## Økonomi
Kirgisistans økonomi blev voldsomt påvirket af Sovjetunionens sammenbrud, da stort set al kirgisisk eksport gik til andre dele af Sovjet. I de første år i 1990’erne måtte fabrikker og statslandbrug lukke, og økonomien var dårligere end i nogen anden del af den tidligere Sovjetunion, dog med undtagelse af det krigshærgede Armenien, Aserbajdsjan og Tadsjikistan.
Regeringen ønskede at indføre fri markedsøkonomi, men overgangen blev hæmmet af det tabte marked. Efter stabilisering og økonomiske reformer blev landet optaget i WTO i 1998. Der har været betydelig støtte fra den Internationale Valutafond, Verdensbanken og Asiens Udviklingsbank. Siden da er økonomien styrket, men det er stadig vanskeligt at sikre årlige omsætninger og etablere et socialt sikkerhedsnet.
I 2002 står landbruget for 35,6 % af landets BNP og beskæftiger omkring halvdelen af befolkningen. På grund af den bjergrige geografi er dyrehold den vigtigste gren af landbruget, og uld, kød og mejeriprodukter er vigtige varer. Mindre end 8 % af landet er opdyrket, og agerbrug er koncentreret til lavlandet mod nord og udkanten af Fergana-dalen. Den vigtigste planteavl er hvede, sukkerrør, kartofler, bomuld, tobak, grøntsager og frugt.
Landet er rigt på mineraler (kul, guld, uran, antimon og andre sjældne metaller). Regeringen prøver at tiltrække udenlandske investeringer inden for metallurgi, særlig udvinding af guld.
På grund af bjergene og de enorme vandmængder kan der produceres masser af hydroelektrisk energi. Landet har kun små olie- og gasforekomster, og benzin og gas importeres.
Eksporten består hovedsagelig af metaller og mineraler, uld og andre landbrugsprodukter og elektricitet. Importen består af olie og naturgas, metaller, kemikalier, maskiner, træ og papir, visse madvarer og byggematerialer. De vigtigste handelspartnere er Tyskland, Rusland, Kina og nabolandene Kasakhstan og Usbekistan.
USA havde lejet et område til sin militære Manas Air Base,[kilde mangler] der lå i forlængelse af den civile Manas Lufthavn ved hovedstaden Bishkek i det nordlige Kirgisistan. Danske F-16-kampfly var udstationeret her i 2002, sammen med amerikanske F-18-kampfly og franske Mirage-kampfly, hvorfra de deltog i den amerikansk-ledede koalition Operation Enduring Freedom mod al-Qaeda-terrornetværket og Talebanregimet i Afghanistan.

## Demografi
Befolkningen er 5.081.429 (2005).
Hele 34,4 % af befolkningen er under 15 år, mens kun 6,2 % er ældre end 65 år. Landet er hovedsageligt et landbrugssamfund, hvor kun 33,9 % af befolkningen bor i urbane områder. Befolkningstætheden er 29 indbyggere pr. km². 
Den største etniske gruppe er kirgisere, et tyrkisk folkeslag med mongolsk og kinesisk islæt. Kirgiserne udgør 69,5 % af befolkningen. Derudover findes der 9,0 % russere koncentreret i nord og 14,5 % usbekere i syd. Mindre minoriteter er uighurer (1,1 %), tadsjiker (1,1 %), kasakher (0,7 %), dunganere (1,2 %), tyrkere (0,9 %), koreanere (0,3 %), ukrainere (0,5 %) og en meget lille gruppe af tyskere.
Man inddeler traditionelt kirgiserne i 40 stammer, som også er markeret i landets flag.
Den fremherskende religion er sunni-islam (91 %). Den russiske befolkning er russisk-ortodoks.
Den radikale islamiske bevægelse Hizb ut-Tahrir står stærkt i Kirgisistan.
Efter uafhængigheden blev der fra officiel side arbejdet på at gøre kirgisisk til det herskende offentlige sprog. Russisk er stadig udbredt, og den ikke-kirgisiske befolkning behersker for det meste ikke kirgisisk.
99 % af befolkningen kan læse og skrive, og der er ni års skolepligt. Et ambitiøst program for at omstrukturere det gamle sovjetiske uddannelsessystem har været hæmmet af manglende økonomiske ressourcer og afgang af lærere, uden at nye kommer til. Kirgisisk bliver i stigende grad brugt som skolesprog i stedet for russisk, men der er mangel på kirgisiske lærebøger.

## Kultur
Det nationale epos Manas fortæller om det kirgisiske folks uafhængigheds kamp mod kineserne og kalmykerne i det 9. århundrede. Det episke digt, opkaldt efter hovedpersonen, fylder omkring en halv million vers og er et af de længste episke værker i verden.
Tush kyiz er traditionelle broderede vægtæpper. De farverige motiver viser blomster, planter, dyr, stiliserede horn, kirgisisk landsbyliv og traditioner. Tæpperne væves af ældre kvinder og det kan tage flere år. De skænkes til en søn eller datter som minde om deres bryllup og hænges over parrets ægteseng.
De 40 stråler fra den gule sol i landets flag symboliserer de 40 traditionelle kirgisiske stammer. Linjerne inde i solen beskriver en jurte.